# Łódź Kaliska Towarowa
Łódź Kaliska Towarowa – nieczynna stacja kolejowa w Łodzi, pierwotnie pasażerska następnie towarowa, położona na południe od dworca Łódź Kaliska.
Przez lata w miejscu, gdzie obecnie znajduje się dworzec towarowy, miała swoją siedzibę stacja kolejowa Łódź Karolew, której likwidacja nastąpiła na początku lat 70. XX wieku. W 2005 roku stacja kolejowa zmieniła się w handlową. W 2006 roku zmieniono status stacji na rozjazd kolejowy. Obecnie jedyną pozostałością po dworcu są praktycznie doszczętnie zniszczone perony biegnące wzdłuż wciąż zdatnych do użytku torów, tabliczka „peron 2” wisząca na wschodniej ścianie budynku oraz zdewastowane wskaźniki W4 w postaci latarni przy torach. Dawny budynek dworcowy zaadaptowano do celów mieszkalnych, obecnie jest on całkiem porzucony i zdewastowany. Na dworcu znajdowała się również waga wagonowa.
W lutym 2017 Stadler Polska wystąpiło z wnioskiem o wydanie decyzji środowiskowej umożliwiającej budowę na terenie stacji zaplecza technicznego dla składów FLIRT3 (seria ED160) obsługiwanych przez PKP Intercity. W tym samym roku Rada Miejska w Łodzi wyraziła zgodę na dzierżawę przylegających do stacji działek, po których mają zostać doprowadzone tory. Budowę zaplecza rozpoczęto we wrześniu 2018 r.

## Galeria

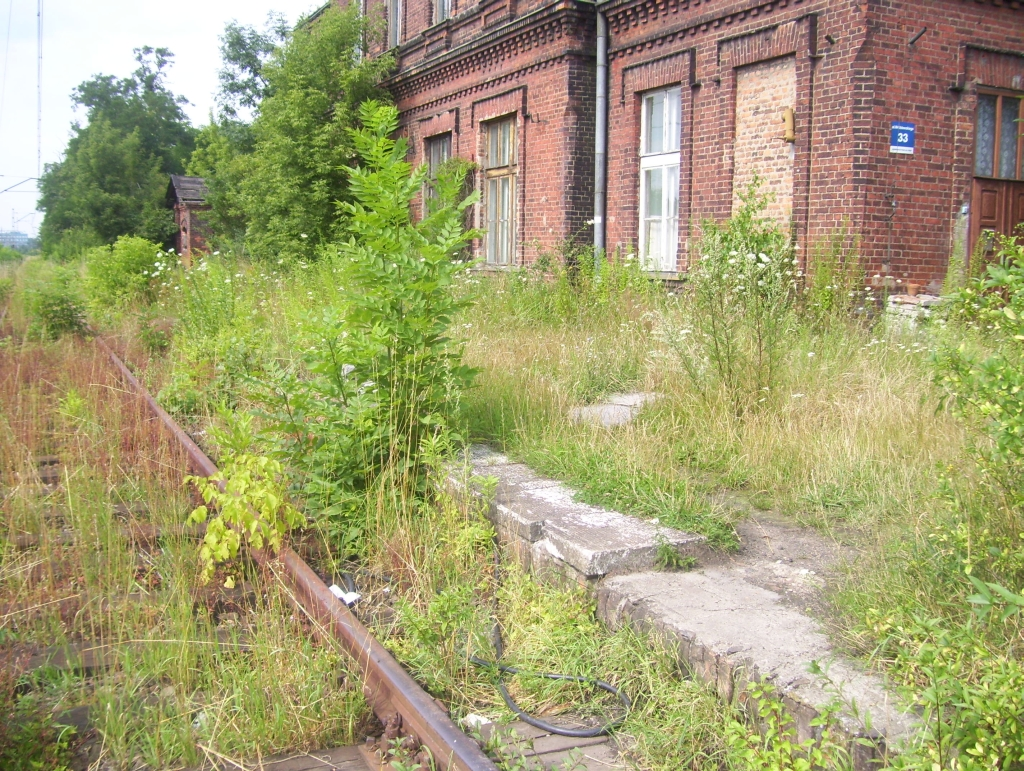
Pozostałości peronu pierwszego.
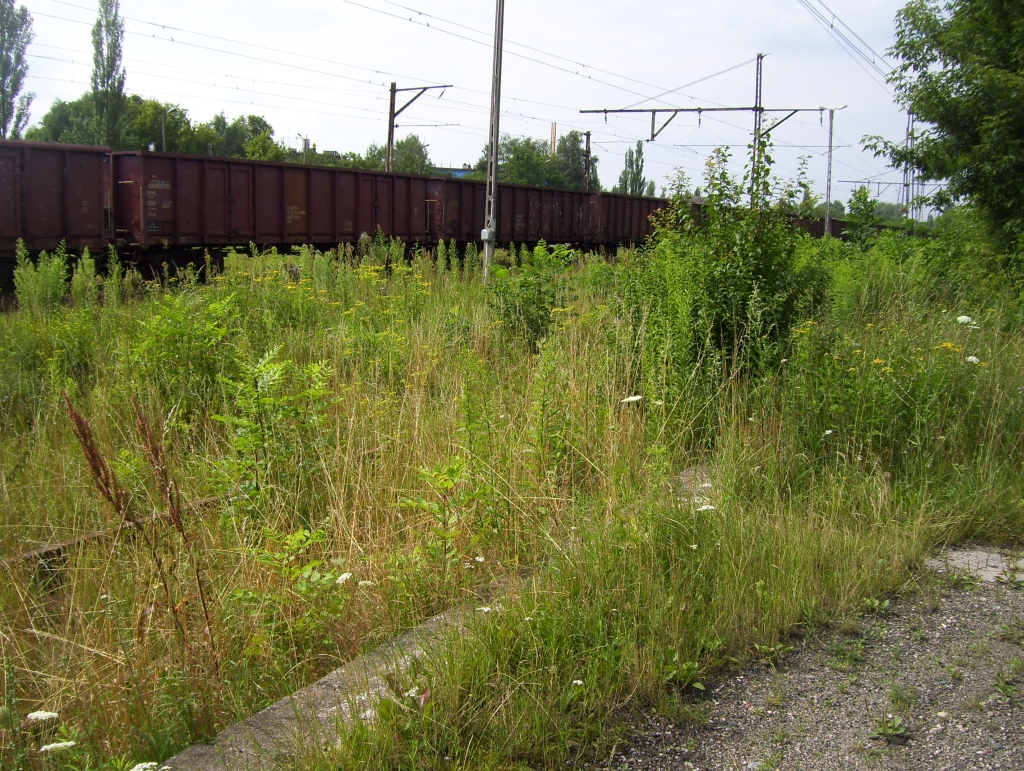
Widok z peronu pierwszego.
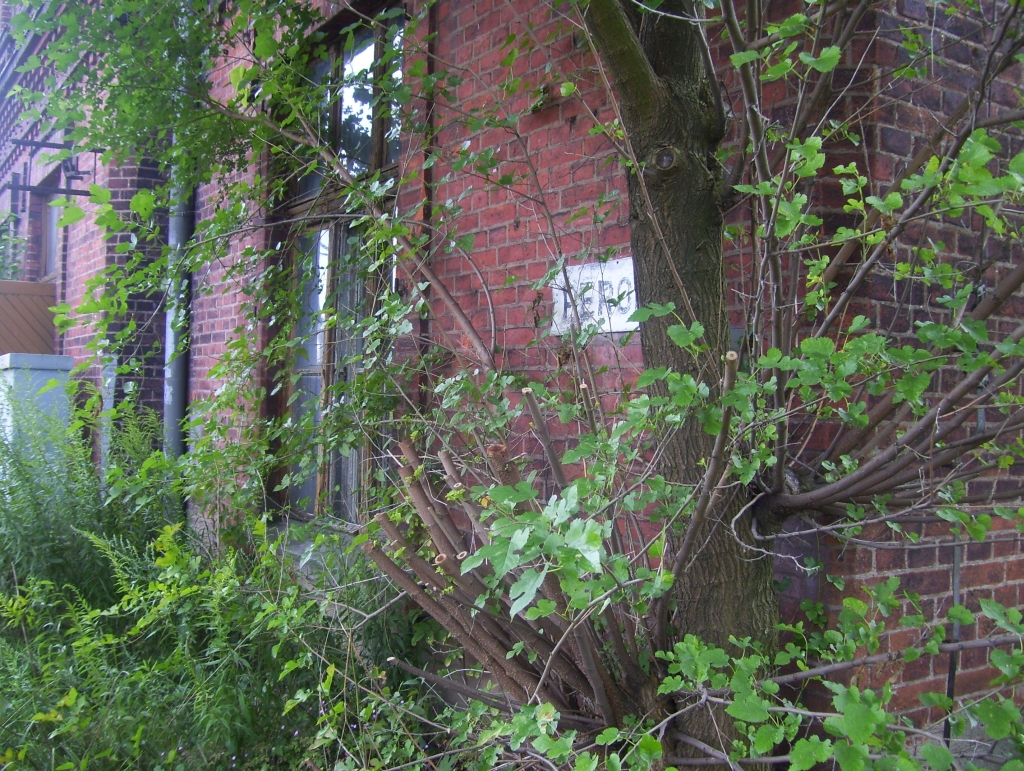
Ledwo widoczna tabliczka z napisem „peron 2”.